# Évelyne Le Garrec
 (septembre 2021).
Évelyne Le Garrec (née le 17 mai 1934 à Bort-les-Orgues et morte le 19 février 2018, dans le 16e arrondissement de Paris) est une journaliste, traductrice et autrice française.  
Évelyne Le Garrec a été l'une des figures littéraires importantes du mouvement de libération des femmes (MLF) français.  
Elle a fondé aux côté de Marie-Odile Delacour et Martine Storti le journal Histoires d'elles dont le numéro pilote est édité le 8 mars 1977. Sa ligne directrice est de produire des contenus sous l'angle du regard de femmes-féministes.

## Œuvres
- Évelyne Le Garrec, Les Messagères, Paris, des femmes, 1976.
- Évelyne Le Garrec, Un lit à soi : Itinéraires de femmes, Paris, Le Seuil, 1979.
- Évelyne Le Garrec, La Rive allemande de ma mémoire, Paris, Le Seuil, 1980.
- Évelyne Le Garrec, Séverine : une rebelle, Paris, Le Seuil, 1982.
- Évelyne Le Garrec, Des femmes qui s'aiment, Paris, Le Seuil, 1984.
- Évelyne Le Garrec, Mosaïque de la douleur, Le Seuil, 1991 (ISBN 978-2-02-012402-7, OCLC 32821183).

## Traductions
- Maria Isabel Barreno, Maria Teresa Horta et Maria Velho da Costa, Nouvelles lettres portugaises, Paris, Le Seuil, 1974.

## Sources
- Évelyne Le Garrec, entretien par Monique Wittig, Je crois aux amazones, Politique-Hebdo, 22 novembre 1973.
- « Petites filles en éducation » (Collaboratrice), Les Temps modernes, no 358,‎ mai 1976.
- « Pas sur commande... », Les Cahiers du Grif, no 13,‎ 1976, p. 53-54 (lire en ligne).
- Histoires d'elles : Quotidien, politique, imaginaire (Directrice de publication), 1978.
- Françoise d'Eaubonne, Contre-violence ou La Résistance à l'État, Paris, Éditions Tierce, 1978, p. 87-95.
- Séverine (Contributrice), Choix de papiers, Paris, Éditions Tierce, 1982.
- Muriel Goldrajch et Évelyne Auvrault, « Rencontre avec Évelyne Le Garrec : Des femmes qui s'aiment », Lesbia, no 23,‎ décembre 1984, p. 16-18